# Évent du Boulet
L'évent du Boulet ou grotte-émergence du Boulet est une cavité souterraine naturelle et une émergence temporaire. Elle se situe sur le territoire de la commune de Lachapelle-Auzac, dans le Quercy (Lot, Occitanie, France).

## Situation
L'évent du Boulet se trouve à 5 km au nord de Souillac. Il est accessible par la route de Borrèze D15, puis à droite au lieu dit La Forge, par la route qui remonte la vallée du Boulet sur 3 km en amont, 500 m en amont du grand viaduc courbe de la ligne de chemin de fer Paris-Toulouse. L'orifice du Boulet se trouve au pied d'une petite falaise, à 30 m en amont du petit pont qui enjambe le ruisseau. Un panneau au bord de la route décrit la cavité.

## Géologie
L'évent du Boulet s'ouvre dans les roches du Bathonien inférieur qui affleurent dans la partie amont du talweg et dans la vallée de la Borrèze entre Lamothe, Timbergue et Bourzolle. Une coupe en amant du premier regard montre du haut vers le bas : une alternance de banc marneux de 30 cm d'épaisseur et des bancs sublithographiques blancs ; des calcaires oolithiques subcrayeux et cristallins et sublithographiques gris .

## Hydrogéologie

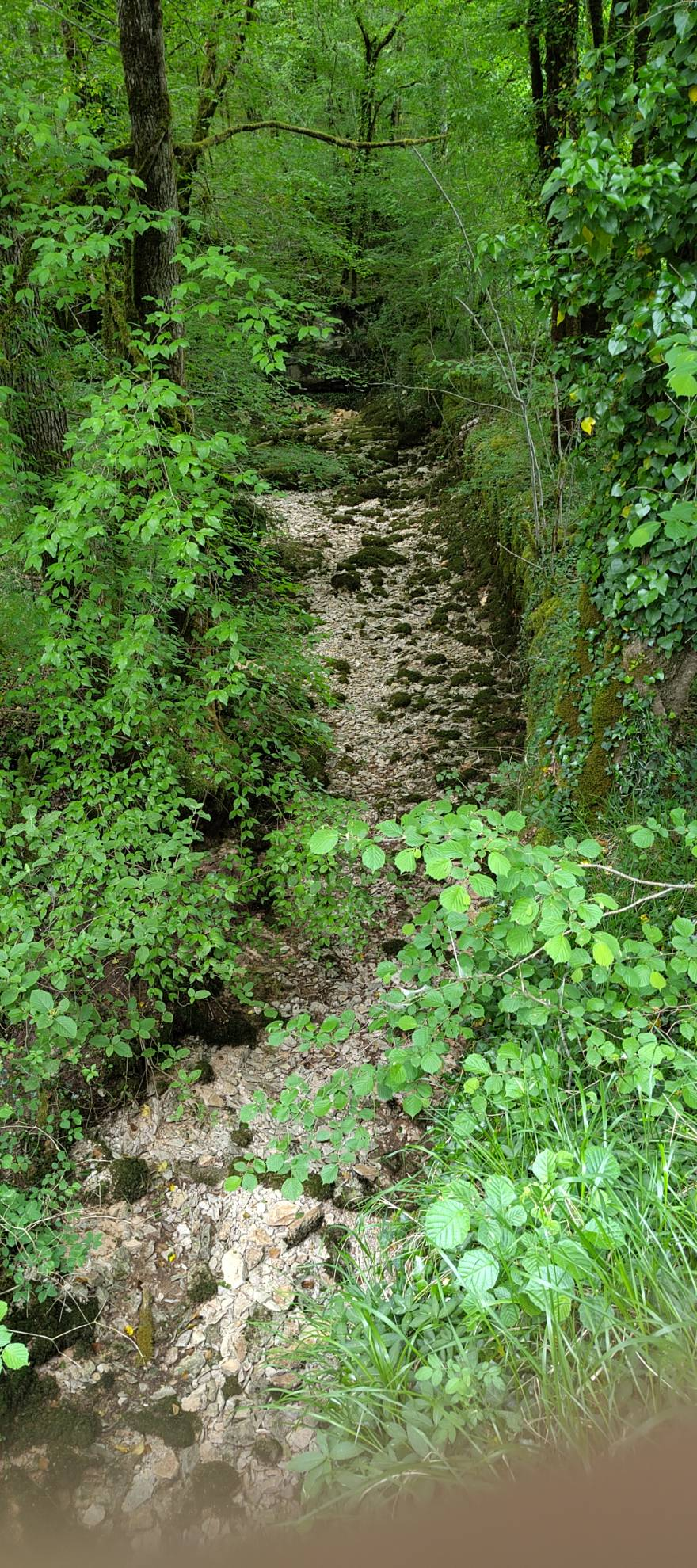
Vue du lit du ruisseau du Boulet

L'évent du Boulet forme le ruisseau du Boulet qui est un affluent en rive gauche de la Borrèze, affluent en rive droite de la Dordogne.
En aval de la cavité, dans le vallon, Martel décrit deux autres trous par où l'eau s'échappe toujours avant de sortir du Boulet. L'un d'eux est nommé le Bondarel. J. P. Fabre dénombre 6 griffons entre le 1er et le 3ème pont en partant de la cavité.
L'évent du Boulet est voisin du gouffre du Blagour auquel il est lié lors de ses crues. Ils sont séparés seulement par une étroite arête appelée le Pech Récu, chacun des ruisseaux ayant son vallon distinct. Le Boulet fonctionne comme un trop plein d'un système karstique dont les eaux sortent aux sources du Blagour. Le décalage de temps entre des pluies importantes et la mise en crue du Boulet est de 7 heures. Les eaux bouillonnantes sont chargées de sable et d'argile.
Jean Gaignebet démystifie le phénomène des crues et il est le premier à proposer dans son article de 1926 une modélisation expliquant le fonctionnement du couple de résurgence Boulet - Blagour. Il présente une coupe du Pech Récu et une description mentionnant plusieurs siphon et le bouchon de sable au fond du Blagour. Il évalue la différence de hauteur entre le siphon et le fond du Blagour à 25 mètres. Il explore partiellement une igue située sur le Pech Récu entre les deux résurgences.
Jean-Paul Fabre et Alain Perrineau élaborent un modèle plus précis pour le fonctionnement des sources du Boulet et du Bagour à partir d'observations, d'explorations en plongée souterraine et d'expérimentations de laboratoire.
En étudiant les crues de 1981 et de 1998, ils observent trois phases successives : tout d'abord, une montée des eaux aux sources du Blagour, jusqu'à un palier aux alentours de 2m3/s ; Ensuite, une mise en charge de l'évent du Boulet et une augmentation très rapide de son débit avec un seuil maximum qui semble se situer vers 3 m3/s ; Finalement, une fois ce seuil atteint les sources du Blagour connaissent une pointe de crue soudaine et puissante de 20 à 30 m3/s tandis que, presque simultanément, les sources du Boulet se tarissent. 
Le traçage du 12 octobre 1980, par injection de colorants à l'étiage, met en évidence une communication Boulet-Blagour et une vitesse apparente de circulation de 33m/h.
La section décroissante des galerie en partant du fond entraîne des débits croissant jusqu'à l'entrée de la cavité. L'alternance des lits sableux et argileux montre des variation de débit selon le volume des crue. En période de grosse crue, l'eau sort chargée de sable et d'argile, par petite crue l'eau sort limpide.
Les plongeurs ont exploré 800 mètres de galeries noyées se dirigeant du boulet vers le Blagour. Le plongeur Laurent Rouchette du spéléo-club de Brive a découvert que, côté Blagour, la galerie d'entrée possède des dépôts de sable au sol sous forme de monticules et des parois recouvertes d'argile. Les dépôts de matériaux détritiques qui obstrue les conduits peuvent atteindre 30 mètres d'épaisseur. 
Les chercheurs ont utilisés des modèles hydraulique. Ils ont construit un modèle réduit tenant compte du sable obstruant les conduits. Ce sable est mis en mouvement par effet renard connu des hydrauliciens et fluidisation de ces sédiments meubles.

## Biologie
Un crustacé hypogé du genre Copepoda, le Ceuthonectes a été trouvé dans la cavité. Il vit dans les fissures et les flaques et se nourrit d'argile, et d'épigées : des cyclopides (sorte de papillons) et des vers Oligochaeta.

## Description

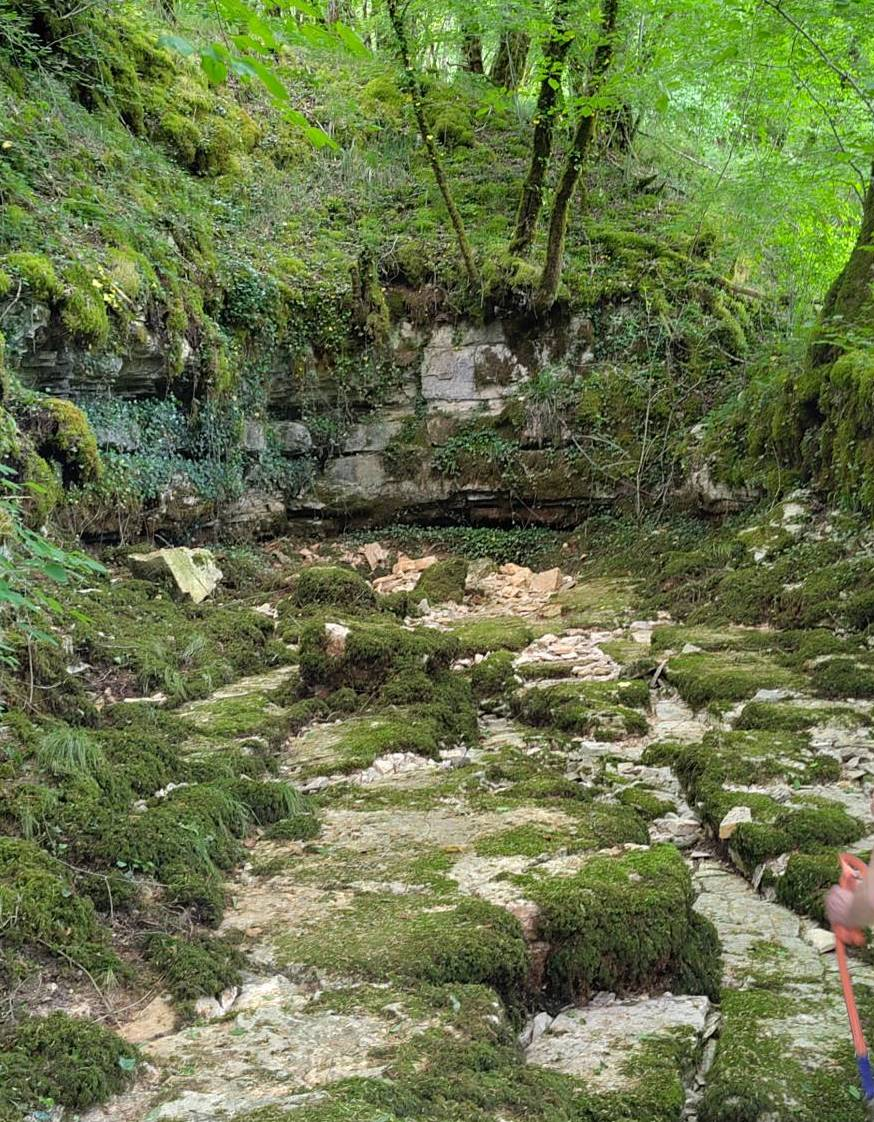
Vue du site de l'évent du Boulet

L'évent du boulet présente un orifice de hauteur 80 cm et de largeur 1,10 m. Pendant 100 m, la galerie d'entrée, orientée nord-ouest, a une hauteur de moins d'un mètre. elle est parsemée de grosses pierres, puis se relève à 1.20 m. A 180 m elle devient sablonneuse. 110 m. plus loin, le plafond a une hauteur de 4 m et débouche sur un puits de 4 m de profondeur. Une grande chambre conduit plus loin à un bassin plein d'eau baptisé le bassin Rupin. Pour la suite des galeries supérieure, J. P. Palma décrit un carrefour suivi de la galerie des colonnes pour se terminer sur une importante salle terminale.
Martel rapporte qu'en crue, le flot sort souvent avec tant de force qu'il cause parfois des dégâts considérables.
Les galeries supérieures présentent peu de concrétions. Les galeries inférieures en sont dépourvues. Leur sol est recouvert de sable, les parois sont entaillées de cupules, des cheminées étroites sont tapissées d’argile et se terminent en cul de sac, ce qui montre un travail important d'érosion.

## Études et explorations

### Premières références et explorations

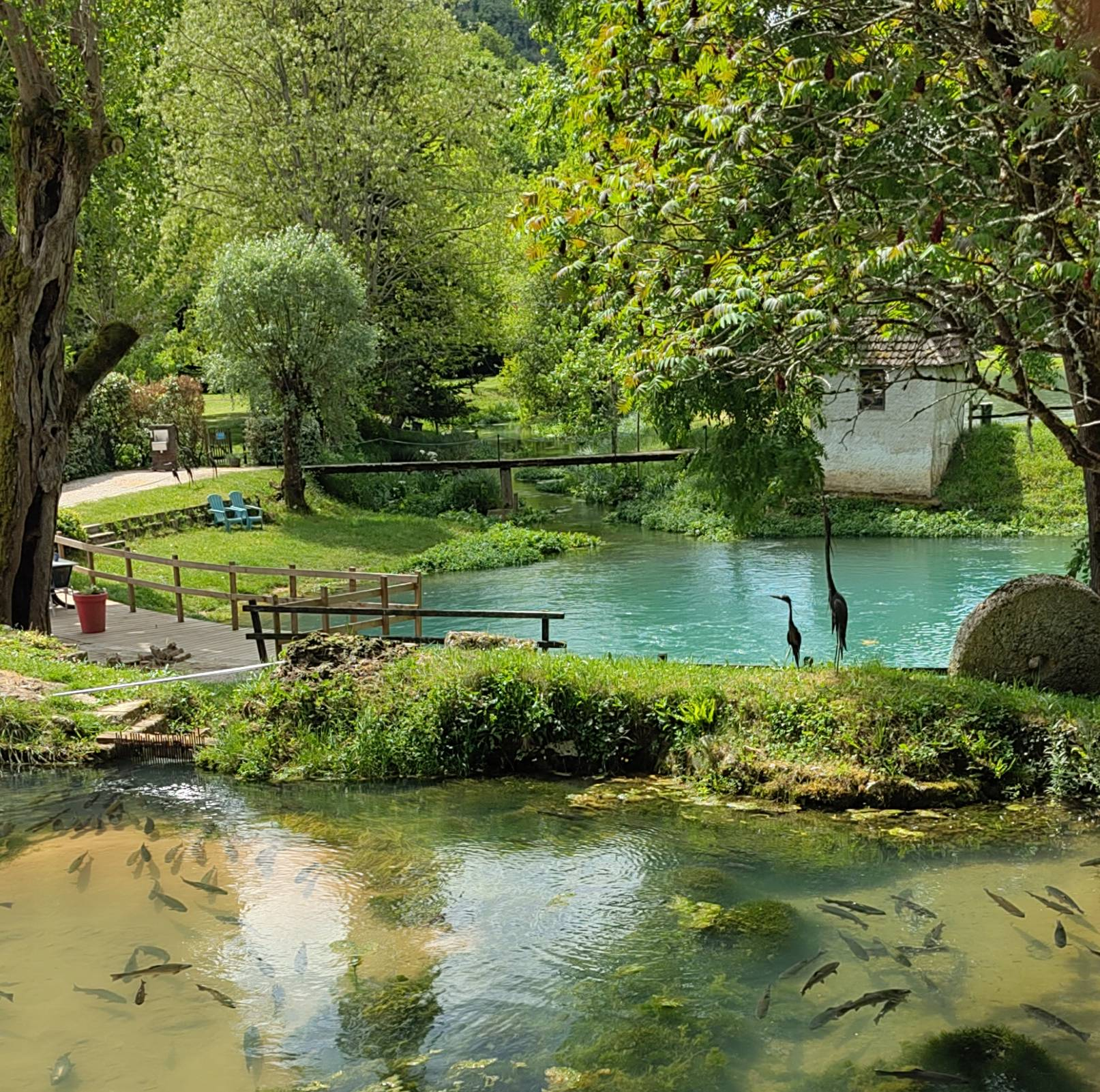
Vue du gouffre du Blagour en relation avec l'évent du Boulet

Dans son ouvrage Voyage en France  - Centre Midi écrit de 1888 à 1923 , Victor-Eugène Ardouin-Dumazet met en doute les récits anciens rapportés par Abel Hugo qui décrivent  une alternance entre les crue du Boulet et du Blagour : « Le Bouley sort d'une grotte de 9 pieds de profondeur, par deux ouvertures triangulaires. Après des pluies abondantes, il lance deux jets d'eau divergents qui font avec l'horizon un angle de près de 25 degrés. L'éruption est précédée d'un bruit souterrain assez fort. L'écoulement des eaux est accompagné d'une espèce de sifflement. Il suffit de peu d'instants a ce volcan aquatique pour inonder le vallon, déraciner les arbres et causer de grands ravages. Si les pluies sont continues, ou si les cantons voisins éprouvent de violents orages, la source du Bouley semble presque tarie; mais alors à son tour, le Gourg grossit et s'élance avec une telle impétuosité, qu'en peu de temps le vallon où il coule est complètement inondé. L'éruption du Gourg s'annonce par une espèce de bouillonnement à la surface de la source. Ensuite on voit jaillir du centre une colonne d'eau formant un jet vertical de 12 pieds de haut et de 3 de diamètre. Dès que le Gourg cesse de jaillir, le Bouley recommence à vomir ses eaux avec la même impétuosité. Les deux sources s'épuisent enfin, et rentrent dans leur lit ordinaire. Le temps de leur écoulement et de leur intermittence n'a pas une durée fixe. Le Bouley lance ses eaux pendant plusieurs heures, quelquefois cinq jours de suite. En 1783 l'écoulement du Gourg dura dix-sept heures. Les éruptions du Bouley alternent avec celles du Gourg qu'elles précèdent toujours. On remarque autour du Gourg quelques petites sources qui tarissent dès que la source principale commence à couler. ». 
M. Mortureux de Sarlat , employé à la construction de la voie ferrée Brive-Souillac, tente la première expédition un peu avant le 2 octobre 1890. Il utilisa un madrier pour passer au dessus du puits à 300 mètres de l'entrée. Ce madrier suscita des interrogations chez les explorateurs suivants.  

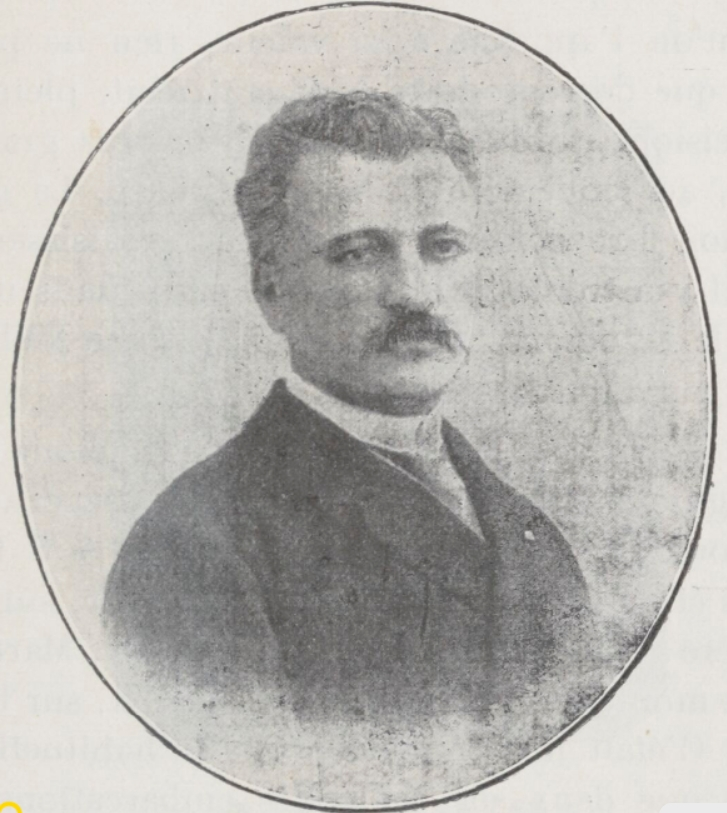
Ernest Rupin

Martel rappelle que « le sieur Riocoux et le curé du village voisin de Reyrevignes, avaient déjà tenté l'aventure, mais sans pouvoir atteindre l'extrémité ». 
Les 25 décembre 1889, 2 octobre 1890, 13 août 1891, Ernest Rupin et Raymond Pons, collaborateurs de Martel, aidés de Julien Valat, réalisent trois explorations de la cavité et sont bloqués par l'eau, un point dit extrême à 320 m de l'entrée. Un madrier est aperçu au point extrême : « Pons, en se mettant complètement à l'eau, trouva, tout au bout, engagé dans une fissure du rocher, un madrier travaillé long de 4 mètres, et mesurant de
20 à 30 centimètres sur les côtés. Ce madrier doit provenir du chantier établi pour la construction du viaduc qui se trouve à peu de distance de la sortie du Boulet. Mais il est difficile d'expliquer comment il est arrivé là. ». 
Martel qualifie le fonctionnement du couple de résurgences Boulet-Blagour d'incompréhensible : « Le tout doit être subordonné à un jeu de siphons diversement coordonnés, et dont on ne saurait deviner la disposition complexe et inconnue. ». Il mentionne que la visite de cette émergence est dangereuse par temps de crue. En effet, lors de sa première expédition, Rupin échappe à une crue qui aurait pu lui être fatale. Martel rapporte la violence des crues et l'échec pour boucher cette cavité vers 1860 :  « M. Deltheil, député du Lot et propriétaire de la Forge, voisine de Bourzolle, s'avisa il y a une trentaine d'années de faire boucher l’orifice du Boulet. Vinrent les pluies; au bout d'un certain temps, la montagne se prit à gémir sourdement, l'eau jaillit par de nombreuses fissures nouvelles, et finalement les matériaux d'obstruction furent brutalement emportés par le flot intérieur trop longtemps comprimé. Depuis, on a laissé l'eau venir et couler à sa guise ! ».

### Explorations récentes
En 1955, le spéléo-club de Périgueux (B. Pierret) dresse un plan de l'évent du Boulet. En 1976, le spéléo-club de Souillac effectue une exploration plus précise et découvre 70 mètres de galeries supplémentaires et dresse en 1978 une topographie plus détaillée.